# Segunda División Peruana 2005
La Segunda División del Perú 2005 fue la 53.ª y última edición de este torneo de ascenso con participación de equipos metropolitanos (Lima, Callao e Ica).
Tuvo como participantes a doce equipos del Departamento de Lima. A los 11 equipos que conservaron la categoría la temporada anterior, se les unió el América Cochahuayco por ser campeón de la Provincia de Lima en la Copa Perú 2004. El torneo empezó el 14 de mayo y culminó el 22 de octubre, jugándose un total de 22 fechas en la modalidad todos contra todos.
Al final del torneo, y tal como lo establecían las bases aprobadas a inicios de año, Olímpico Somos Perú y Deportivo Aviación se clasificaron a la Etapa Nacional de la Copa Perú 2005, donde fueron finalmente eliminados por Atlético Minero en los octavos y cuartos de final respectivamente.
Por el lado del descenso, Virgen de Chapi, Deportivo AELU, Unión de Campeones y Somos Aduanas descendieron de categoría y retornaron a sus ligas distritales de origen.

## Clasificación general
| #   | Equipo                 | PJ | G  | E  | P  | GF | GC | Dif | Pts |
| --- | ---------------------- | -- | -- | -- | -- | -- | -- | --- | --- |
| 1º  | Olímpico Somos Perú    | 22 | 13 | 7  | 2  | 52 | 22 | +30 | 46  |
| 2º  | Aviación-Coopsol       | 22 | 11 | 9  | 2  | 41 | 21 | +20 | 42  |
| 3º  | Deportivo Municipal    | 22 | 12 | 5  | 5  | 45 | 25 | +20 | 41  |
| 4º  | Universidad San Marcos | 22 | 11 | 6  | 5  | 30 | 20 | +10 | 39  |
| 5º  | La Peña Sporting       | 22 | 10 | 6  | 6  | 25 | 20 | +5  | 36  |
| 6º  | Sporting Cristal B     | 22 | 10 | 5  | 7  | 28 | 22 | +6  | 35  |
| 7º  | América Cochahuayco    | 22 | 6  | 10 | 6  | 28 | 20 | +8  | 28  |
| 8º  | Defensor Villa del Mar | 22 | 6  | 7  | 9  | 27 | 37 | -10 | 25  |
| 9º  | Deportivo AELU         | 22 | 4  | 10 | 8  | 13 | 29 | -16 | 22  |
| 10º | Virgen de Chapi        | 22 | 5  | 4  | 13 | 26 | 34 | -8  | 19  |
| 11º | Unión de Campeones     | 22 | 4  | 7  | 11 | 17 | 34 | -17 | 19  |
| 12º | Somos Aduanas          | 22 | 1  | 2  | 19 | 10 | 58 | -48 | 5   |

|  |                                                          |
|  | Clasificado para la Etapa Nacional de la Copa Perú 2005. |
|  | Descendido.                                              |

| Perú                           |
| Campeón                        |
| Olímpico Somos Perú 2.º título |

## Resultados
|                        | OLI | AVI | MUN | SM  | LPS | SCB | AME | DVM | VCH | AEL | UC  | SA  |
| ---------------------- | --- | --- | --- | --- | --- | --- | --- | --- | --- | --- | --- | --- |
| Olímpico Somos Perú    | XXX | 1-4 | 0-1 | 2-1 | 2-0 | 1-1 | 1-0 | 4-1 | 3-3 | 7-0 | 3-1 | 2-0 |
| Aviación-Coopsol       | 1-4 | XXX | 1-1 | 1-1 | 0-0 | 5-3 | 0-0 | 1-0 | 1-0 | 1-1 | 2-2 | 4-0 |
| Deportivo Municipal    | 0-4 | 0-3 | XXX | 1-0 | 1-0 | 2-1 | 1-1 | 2-1 | 4-2 | 1-1 | 1-1 | 6-0 |
| Universidad San Marcos | 4-4 | 1-2 | 1-1 | XXX | 2-0 | 1-0 | 0-0 | 1-2 | 1-0 | 1-0 | 1-0 | 4-0 |
| La Peña Sporting       | 0-2 | 3-0 | 1-2 | 3-3 | XXX | 2-1 | 1-0 | 2-2 | 2-1 | 0-0 | 0-0 | 2-2 |
| Sporting Cristal B     | 0-2 | 0-1 | 0-3 | 0-0 | 1-0 | XXX | 2-2 | 3-0 | 0-0 | 3-0 | 3-1 | 1-0 |
| América Cochahuayco    | 1-1 | 1-1 | 4-1 | 2-0 | 1-2 | 0-1 | XXX | 5-1 | 2-0 | 0-0 | 1-1 | 3-0 |
| Defensor Villa del Mar | 0-0 | 1-1 | 1-5 | 1-2 | 0-1 | 2-3 | 0-0 | XXX | 1-0 | 1-1 | 2-0 | 2-1 |
| Virgen de Chapi        | 3-4 | 1-2 | 1-0 | 1-3 | 0-2 | 0-1 | 3-1 | 2-2 | XXX | 2-2 | 3-0 | 1-0 |
| Deportivo AELU         | 0-0 | 0-4 | 1-0 | 0-1 | 0-2 | 0-0 | 3-1 | 0-0 | 1-0 | XXX | 0-2 | 1-1 |
| Unión de Campeones     | 0-0 | 1-1 | 1-6 | 0-1 | 0-1 | 0-2 | 1-1 | 1-3 | 2-0 | 0-2 | XXX | 1-0 |
| Somos Aduanas          | 1-5 | 0-5 | 0-6 | 0-1 | 0-1 | 0-2 | 0-2 | 2-4 | 0-3 | 2-0 | 1-2 | XXX |

## Premiación
| Jugador            | Equipo                 | Categoría                    |
| ------------------ | ---------------------- | ---------------------------- |
| Paul Reyes         | Defensor Villa del Mar | Mejor Jugador del campeonato |
| Juan Luna          | Olímpico Somos Perú    | Goleador del campeonato      |
| José Laurie        | La Peña Sporting Club  | Arquero menos batido         |
| Ronald Amoretti    | Olímpico Somos Perú    | Mejor entrenador             |
| Juan Pablo Vergara | América Cochahuayco    | Jugador revelación           |

Fuente: Peru.com 